# Соціальне
Соціа́льне (лат. socialis — товариський, громадський) — це сукупність певних рис та особливостей суспільних відносин, інтегрована індивідами чи спільнотами у процесі спільної діяльності в конкретних умовах, яка виявляється в їхніх стосунках, ставленні до свого місця в суспільстві, соціальних явищ і процесів, одна з основних категорій соціології та соціальної філософії. Соціальне проявляється скрізь, де дія однієї людини зіставляється з дією іншої.  Вперше вона була введена до наукового обігу К. Марксом для позначення характеристики однієї із сторін суспільного життя.
За своїм змістом соціальне є відображенням організації і життєдіяльності суспільства як суб´єкта історичного процесу. Це інтегративне утворення, що акумулює знання, досвід, традиції та творчі здібності й реальну оцінку стану розвитку суспільства та його елементів. Воно виражає характер використання потенціалу і соціальних резервів суспільства, колективу, групи і особи для вироблення критеріїв оптимального розвитку всього соціального організму.

## Основні риси соціального
Специфіку соціального характеризують такі основні риси:
- загальна якість, притаманна різним групам індивідів, яка є результатом інтеграції груп індивідів, соціальних верств, спільнот із суспільними відносинами;
- вираження спричиненого суспільними відносинами (економічними, політичними та ін.) певного стану індивідів;
- з'ясування стосунків різних індивідів і груп між собою, ставлення до свого становища в суспільстві, до явищ і процесів суспільного життя;
- соціальне є наслідком спільної діяльності різних індивідів, який виявляється в їх спілкуванні та взаємодії й може бути вираженим у культурі, оцінках, орієнтаціях, поведінці, духовній діяльності, способі життя людей тощо;
- соціальне відбиває зміст і характер взаємодій між суб'єктами (індивідами, групами, спільнотами) як результат виконуваних людиною визначених соціальних ролей, які вона бере на себе, стаючи членом певної соціальної спільноти.

Соціальне може мати і позаособистісну форму буття. Наприклад, духовні і матеріальні цінності суспільства, груп, особистості; твори мистецтва і літератури й багато чого іншого, у яких втілено соціальну ідею людини як їхнього духовного творця.
Категорія «соціальне» слугує, перш за все, для виявлення і відображення сутності суспільного життя людей (теоретичні і прикладні проблеми взаємодії природи і суспільства); специфіки соціальної форми руху матерії, тобто відмінності суспільства від об'єднань тварин; суперечливої єдності людини як суспільної істоти і, разом з тим, біологічного організму; структури суспільних систем з погляду оптимізації їх функціонування і розвитку. Отже, категорія «соціальне» відображає і виражає специфіку буття суспільства як суб'єкта життєвого процесу в цілому, а відповідно — специфіку всіх соціальних процесів і соціальних суб'єктів.

## Співвідношення між соціальним,суспільнимтасоцієтальним
У соціології відсутність чіткого розмежування між поняттями «суспільне» та «соціальне» зумовлене деякими мовними традиціями. Тривалий період поняття «соціальне» розглядалось як синонім понять «суспільне» й «громадянське». Проте з розвитком соціології термін соціальне набув самостійного значення.
У широкому значенні слова «соціальне» тотожне поняттю «суспільне» й означає все те, що належить до суспільства й відмінне від природи. У вузькому значенні слова, «соціальне» означає тільки ті аспекти «суспільного», які визначаються місцем людей у соціальній структурі, відносинами між соціальними групами та представниками різних класів, націй, трудових колективів тощо. Таким чином, поняття «соціальне» та «суспільне» є синонімами, коли йдеться про суспільство в цілому як надприродну частину буття, як соціальну форму руху матерії, тобто власне у філософському розумінні. З іншого боку, «соціальне» є одним з аспектів «суспільного» з точки зору сферного підходу. В суспільстві як цілісній системі виокремлюються такі сфери: економічна, політична, соціальна, духовна, екологічна. Отже, «суспільне» є більш широким поняттям порівняно із «соціальним».
У наукових працях К. Маркса і Ф. Енгельса при аналізі суспільства, його процесів і відносин використовуються два терміни, які існують у німецькій мові (як і в українській та російській) — «суспільне» (нім. gesellschaftlich) і «соціальне» (нім. sozial). Основоположники марксизму вживали поняття «суспільне», «суспільні відносини» тощо, коли мова йшла про суспільство в цілому, про взаємодію його сторін — економічної, політичної, ідеологічної і т. д. Коли ж вони досліджували природу відношення людини до людини, до чинників і умов життєдіяльності, положення людини й її ролі у суспільстві, то застосовували поняття «соціальне», «соціальні відносини». В їхніх працях «соціальне» нерідко ототожнювалося з поняттям «громадянське». З останнім пов'язувалася взаємодія людей у рамках конкретних соціальних спільнот (родина, клас і т. д.). В англійській мові такого розмежування немає, там є тільки термін «соціальне» (англ. social), як у широкому, так і у вузькому значеннях.
У країнах Західної Європи та США, де домінувала емпірична соціологія, коли постало питання про розробку загальної соціологічної теорії, було введене поняття «соцієтальне» (англ. societal), що його вперше використав 1903 року А. Келлер для соціологічного аналізу організаційних аспектів життєдіяльності суспільства. Це поняття використовується для характеристики суспільства в цілому, всієї системи суспільних відносин (економічних, соціальних, політичних тощо). Таким чином, пропонується розуміти «суспільне» як «соцієтальне».
З приводу останнього ототожнення у науці немає одностайності. Наприклад, М. Ільїн доволі чітко розрізняє «суспільне» і «соціальне», називаючи останнє «соцієтальним». При цьому він посилається на теорію інтеракції німецького суспільствознавця Нікласа Лумана. «Соцієтальне» тут є предметом емпіричної соціології й синонімом «соціального» у вузькому значенні. З іншого боку, Е. Андрєєв пропонує осмислення понять «суспільного», «соціального» та «соцієтального» через співвідношення ідеального та реального: сутність «соціального» є ідеальною, в тому числі, й у розумінні прагнення до вищої досконалості. Категорія ж «соцієтальне» відображає те суспільство, яке є насправді, з усіма притаманними йому фактами розколу, відчуження тощо.